# Andreas Kaas
Andreas Kaas (født 12. januar 1993 i København) er en dansk balletdanser og solodanser ved Det Kongelige Teater.

Andreas Kaas blev uddannet på Det Kongelige Teaters Balletskole i perioden fra 2001 til 2009 og blev ansat som aspirant ved Den Kongelige Ballet i august 2009. Senere blev han ansat som korpsdanser i 2012 forfremmet til solist i 2016 og til sidst udnævnt til solodanser d. 3. maj 2018 af balletmester Nikolaj Hübbe på Gamle Scene i København efter sin succesfulde præstation som Herman i Liam Scarletts dramatiske helaftensballet Spar Dame.

## Repertoire
- Diamanter pas de deux i George Balanchines Juveler
- Smaragder solopar i George Balanchines Juveler
- Tchaikovsky pas de deux George Balanchine
- Sukkerfeens kavaler i George Balanchines Nøddeknækkeren
- Armand Duval i John Neumeiers Kameliadamen
- Romeo i John Neumeiers Romeo & Julie
- Solopar i John Neumeiers Tredje Symfoni af Gustav Mahler
- Siegfried i Nikolaj Hübbe & Silja Schandorffs Svanesøen
- Albrecht i Nikolaj Hübbe & Silja Schandorffs Giselle
- Soloherre i Harald Landers Etudes
- James i August Bournonville/Nikolaj Hübbes Sylfiden
- Junker Ove i August Bournonville/Nikolaj Hübbes Et Folkesagn
- Carelis i August Bournonville/Ib Andersens Kermessen i Brügge
- Pas de deux i August Bournonvilles Blomsterfesten i Genzano
- Herman i Liam Scarletts Spar Dame
- Otto/Jean De Brienne i Nikolaj Hübbes Raymonda
- Jack/Hjerterknægt i Christopher Wheeldons Alice i Eventyrland
- Pas de trois i Wayne McGregors Chroma
- Solopar i Wayne McGregors Infra
- Solopar i Jiri Kylians Salmesymfoni
- Espada i Don Quixote
- Soloherre i Paul Lightfoots Short Time Together

## Gæsteoptrædener
- James i August Bournonville/Elsa-Marianne von Rosens Sylfiden ved Mariinskij Teateret i Skt. Petersborg
- 50 års jubilæumsgalla for Boris Akimov på Bolshoi Teateret i Moskva
- 10 års jubilæumsgalla for Hollands dansefestival i Den Haag
- Solister & solodansere af Den Kongelige Ballets hyldest til Bournonville turné i London og New York
- Gæst ved Den Canadiske Nationalballet i Toronto, Canada
- Gæst ved Dance Salad Festival i Houston, USA
- Gæst hos John Neumeiers 40 års jubilæumsgalla ved Hamborg Balletten i Hamborg, Tyskland
- Gæst ved Festival des arts des Saint-Sauveur i Saint-Sauveur, Canada
- Deltager i konkurrencen om Erik Bruhn prisen i Toronto, Canada
- Gæst ved The Protégés III i Washington D.C., USA
- Gæst ved Den Canadiske Nationalballets Assemblé International i Toronto, Canada

## Kreationer
- Herman i Liam Scarletts Spar Dame
- Le Chevalier Danceny i Cathy Marstons Farlige Forbindelser
- Medvirkende i Marcos Moraus Carmen
- Medvirkende i Adam Lüders Visions Fugitives
- Medvirkende i Kristian Levers Coping
- Digteren i Oliver Starpovs Beginning & Ending
- Medvirkende i Oliver Starpovs Dreams Rewind
- Medvirkende i Oliver Starpovs My Daddy Loves Sugar
- Medvirkende i Robert Binets Terra Incognita
- Medvirkende i Alessandro Sousa Pereiras Krash, Traditional & After Kingdom

## Anerkendelser
- Udnævnt til Ridder af Dannebrogordenen
- Vinder af Erik Bruhn prisen som bedste mandelige danser i Toronto, Canada
- Prismodtager af Dronning Ingrids Hæderslegat
- Modtager af Annie & Otto Johs. Detlefs Legat
- Modtager af Albert Gaubiers Hæderslegat
- Modtager af Den Danske Nationalbanks legat